# August Meitzen
August Meitzen (ur. 16 grudnia 1822 we Wrocławiu, zm. 19 stycznia 1910 w Berlinie) – niemiecki ekonomista, statystyk i historyk.
W latach 1853–56 był burmistrzem Jeleniej Góry, od 1861 roku pracował jako komisarz do spraw regulacji podatku gruntowego w rejencji wrocławskiej, od roku 1867 w Królewsko-Pruskim Biurze Statystycznym, od roku 1872 w Cesarskim Urzędzie Statystycznym Rzeszy, od 1875 profesor na uniwersytecie w Berlinie.
Jego badania nad planami katastralnymi wsi śląskich stały się punktem wyjścia do teorii osadnictwa, w myśl której poszczególne ludy rozwinęły sobie tylko właściwy sposób rozplanowania wsi i układu pól (dla Słowian charakterystyczna miała być okolnica i nieregularny układ blokowy). Teoria ta, zawarta w pracy Siedelung und Argarwesen der Westgermanen und Ostgermanen, der Kelten, Römer, Finnen und Slaven, wywarła duży wpływ na badania dziejów osadnictwa.